# 고산군
고산군(高山郡)은 조선민주주의인민공화국의 강원도에 속해 있는 군이다.

## 지리
한반도를 동북쪽에서 서남쪽으로 횡단하는 추가령구조곡 안에 있다. 서쪽으로 마식령산맥, 남쪽으로 태백산맥이 있고 지역의 중앙 부분은 분지 형태를 띠고 있으며 남대천, 룡지원천, 남산천이 흐른다. 군내의 최고봉은 서남쪽에 위치하는 추애산(1528 m)이다. 산림이 전체 면적의 63.8%를 차지한다. 
예로부터 중앙과 함경도를 연결하는 추가령을 달리는 교통의 요충지이며, 근대에 들어가면서 경원선(현·강원선)이 이 경로에 건설되었다. 또 동남쪽의 회양방면으로 달리는 철령(673 m)도 주요한 고갯길로 조선의 동북(함경도)의 지방명은 철령을 기준으로 하고 있다.
북쪽과 동쪽은 안변군에 둘러싸여 있고 서쪽으로 법동군, 서남쪽으로 세포군, 동남쪽으로 회양군과 접하고 있다.

## 역사
일제 강점기까지는 함경남도 안변군의 일부였다. 1952년의 행정 구역 개편에 의해서 안변군으로부터 분리되었다.
- 1946년 9월 - 안변군이 강원도에 편입되었다.
- 1952년 12월 - 안변군 신고산면의 거의 전역·석왕사면의 대부분을 고산군으로서 분리하였다(26리). 이때 신고산면의 남부 (삼방 지역)은 세포군으로 이관했다.

## 경제
고산의 주요 산업은 농업이고 쌀, 옥수수, 기장, 밀, 보리, 콩, 팥이 재배된다. 이 지역은 특히 과일이 많이 생산되는 것으로 유명하다. 광산 또한 활발히 개발되고 있고 금, 은, 구리, 철, 석회석, 납, 아연, 석고 등이 매장되어 있다. 

## 행정 구역
1읍 24리로 구성되어 있다.
- 고산읍 (高山邑)
- 광명리 (光明里)
- 구령리 (九嶺里)
- 구읍리 (舊邑里)
- 금리 (錦里)
- 금천리 (琴川里)
- 금풍리 (錦豊里)
- 남산리 (南山里)
- 란정리 (蘭庭里)
- 룡사리 (兩寺里)
- 룡지원리 (龍池院里)
- 봉련리 (峯蓮里)
- 부평리 (富坪里)
- 사현리 (沙峴里)
- 산양리 (山陽里)
- 산탄리 (山炭里)
- 설봉리 (雪峯里)
- 성북리 (城北里)
- 신현리 (新峴里)
- 연호리 (演湖里)
- 위남리 (衛南里)
- 주천리 (舟川里)
- 죽근리 (竹根里)
- 해방리 (解放里)
- 혁창리 (革昌里)

## 교통
철도 노선인 강원선을 통해 원산과 평강으로 연결된다. 또한 철령을 통해 회양군으로 연결된다.

## 같이 보기
- 조선민주주의인민공화국의 지리
- 조선민주주의인민공화국의 행정 구역